# Олинфская вторая
«Олинфская вторая» (др.-греч. Ὀλυνθιακὸς Β) — речь древнегреческого оратора Демосфена, сохранившаяся в составе «демосфеновского корпуса» под номером II. Вторая из трёх речей, произнесённых осенью 349 года в афинском Народном собрании против царя Македонии Филиппа II, угрожавшего тогда городу Олинф в Халкидике. Оратор здесь уделяет основное внимание развенчанию мифа о непобедимости Филиппа. Он старается приободрить афинян, переживших серию неудач, и говорит о необходимости энергичных действий.
Судя по содержанию речей, вторая была произнесена вскоре после первой. Известно, что Демосфен не достиг своей цели: Афины не оказали Олинфу достаточно эффективую помощь, и в 348 году до н. э. город был взят македонянами.